# Robin Schulz
Robin Schulz (nascido em 28 de abril de 1987) é um DJ, músico e produtor alemão de música eletrônica, com muitas produções em estilo Tropical house. No dia 4 de fevereiro, ele lançou seu primeiro single, um remix de "Waves", do artista neerlandês de hip hop Mr. Probz. Seu segundo single, lançado dia 6 de junho de 2014, foi um remix de Lilly Wood and the Prick intitulado "Prayer in C", originalmente do álbum Invincible Friends, de 2010. Ambos os remixes tocaram em muitos países europeus e nos Estados Unidos, levando ao reconhecimento internacional, estão presentes em seu primeiro álbum de estúdio, Prayer, o segundo álbum foi lançado em Maio de 2015, intitulado Sugar, o mesmo possui três novos Singles: "Show Me Love" na qual contou com participação de Richard Judge, e "Heatwave" com o cantor Akon, além da faixa que deu nome ao álbum, "Sugar" com Francesco Yates. Ele cofundou Lausbuben Records, com Daniel Bruns e Christopher Noble. Suas referências na música eletrônica são Todd Terry, Armand van Helden, Roger Sanchez e Tiësto.

## Discografia

### Álbuns de estúdio
| Título                                                                                        | Detalhe do álbum                                                                             | Posições em paradas músicais | Posições em paradas músicais | Posições em paradas músicais | Posições em paradas músicais | Posições em paradas músicais | Posições em paradas músicais | Posições em paradas músicais | Posições em paradas músicais | Posições em paradas músicais | Certificações                |
| Título                                                                                        | Detalhe do álbum                                                                             | ALE                          | AUS                          | AUT                          | BEL                          | FRA                          | HOL                          | SUE                          | SUI                          | EUA                          | Certificações                |
| --------------------------------------------------------------------------------------------- | -------------------------------------------------------------------------------------------- | ---------------------------- | ---------------------------- | ---------------------------- | ---------------------------- | ---------------------------- | ---------------------------- | ---------------------------- | ---------------------------- | ---------------------------- | ---------------------------- |
| Prayer                                                                                        | - Lançamento: 19 de setembro de 2014 - Gravadora: Tonspiel - Formatos: CD, digital download  | 7                            | 37                           | 10                           | 42                           | 73                           | 54                           | 18                           | 4                            | 42                           | - BVMI: platina - BPI: prata |
| Sugar                                                                                         | - Lançamento: 25 de setembro de 2015 - Gravadora: Tonspiel - Formatos: CD, digital download  | 3                            | 31                           | 4                            | 27                           | 39                           | 48                           | 19                           | 1                            | 154                          | - BVMI: ouro                 |
| Uncovered                                                                                     | - Lançamento: 29 de setembro de 2017 - Gravadora: Tonspiel - Formatos: CD, digital download  | 11                           | —                            | 19                           | 92                           | 115                          | 89                           | —                            | 12                           | —                            |                              |
| IIII                                                                                          | - Lançamento: 26 de fevereiro de 2021 - Gravadora: Tonspiel - Formatos: CD, digital download | 9                            | —                            | 29                           | 47                           | 50                           | 8                            | —                            | 9                            | —                            |                              |
| Pink                                                                                          | - Lançamento: 25 de agosto de 2023 - Gravadora: Tonspiel - Formatos: CD, digital download    | 27                           | —                            | 66                           | —                            | 179                          | —                            | —                            | 58                           | —                            |                              |
| "—" indica que a gravação não foi incluída nas paradas ou não foi distribuída naquela região. |                                                                                              |                              |                              |                              |                              |                              |                              |                              |                              |                              |                              |

## Singles

### Como artista principal
| Título                                                                                        | Ano  | Posições em paradas músicais | Posições em paradas músicais | Posições em paradas músicais | Posições em paradas músicais | Posições em paradas músicais | Posições em paradas músicais | Posições em paradas músicais | Posições em paradas músicais | Posições em paradas músicais | Posições em paradas músicais | Certificações | Álbum             |
| Título                                                                                        | Ano  | ALE                          | AUS                          | AUT                          | BEL                          | FRA                          | HOL                          | SUE                          | SUI                          | UK                           | EUA                          | Certificações | Álbum             |
| --------------------------------------------------------------------------------------------- | ---- | ---------------------------- | ---------------------------- | ---------------------------- | ---------------------------- | ---------------------------- | ---------------------------- | ---------------------------- | ---------------------------- | ---------------------------- | ---------------------------- | --- | ----------------- |
| "Prayer in C" (with Lilly Wood & The Prick)                                                   | 2014 | 1                            | 7                            | 1                            | 1                            | 1                            | 1                            | 1                            | 1                            | 1                            | 23                           | - BVMI: diamante - ARIA: 2× platina - BEA: platina - BPI: platina - GLF: 3× platina - MC: 4× platina - RIAA: platina | Prayer            |
| "Willst Du" (with Alligatoah)                                                                 | 2014 | 35                           | —                            | 42                           | 14                           | —                            | —                            | —                            | 47                           | —                            | —                            | | Prayer            |
| "Sun Goes Down" (featuring Jasmine Thompson)                                                  | 2014 | 2                            | 7                            | 3                            | 6                            | 15                           | —                            | 57                           | 3                            | 94                           | —                            | - BVMI: 3× ouro - ARIA: platina                                                                                      | Prayer            |
| "Headlights" (featuring Ilsey)                                                                | 2015 | 6                            | 2                            | 2                            | 16                           | 30                           | 33                           | 17                           | 7                            | 96                           | —                            | - BVMI: platina - ARIA: platina - GLF: ouro                                                                          | Sugar             |
| "Sugar" (featuring Francesco Yates)                                                           | 2015 | 1                            | 3                            | 1                            | 10                           | 2                            | 6                            | 9                            | 1                            | 21                           | 44                           | - BVMI: 2× platina - ARIA: 2× platina - BEA: ouro - BPI: ouro - MC: 3× platina - RIAA: platina - RMNZ: 2× platina    | Sugar             |
| "Show Me Love" (with J.U.D.G.E)                                                               | 2015 | 2                            | —                            | 4                            | 3                            | —                            | —                            | —                            | 12                           | —                            | —                            | - BVMI: platina | Sugar             |
| "Heatwave" (featuring Akon)                                                                   | 2016 | 30                           | —                            | 24                           | —                            | —                            | —                            | 29                           | —                            | —                            | —                            | - BVMI: ouro | Sugar             |
| "Shed a Light" (with David Guetta featuring Cheat Codes)                                      | 2016 | 6                            | 23                           | 7                            | 13                           | 44                           | 20                           | 36                           | 19                           | 24                           | —                            | - BVMI: platina - ARIA: 2× platina - BPI: ouro - SNEP: ouro                                                          | Uncovered         |
| "OK" (featuring James Blunt)                                                                  | 2017 | 2                            | —                            | 2                            | 16                           | 21                           | 35                           | 10                           | 2                            | —                            | —                            | - BVMI: 2× ouro - SNEP: platina                                                                                      | Uncovered         |
| "I Believe I'm Fine" (with Hugel)                                                             | 2017 | 29                           | —                            | 26                           | —                            | 182                          | —                            | 92                           | 88                           | —                            | —                            | - BVMI: ouro | Uncovered         |
| "Unforgettable" (with Marc Scibilia)                                                          | 2018 | 13                           | —                            | 31                           | —                            | —                            | —                            | —                            | 61                           | —                            | —                            | - BVMI: ouro | Uncovered         |
| "Oh Child" (with Piso 21)                                                                     | 2018 | 19                           | —                            | 20                           | —                            | —                            | —                            | —                            | 84                           | —                            | —                            | - BVMI: ouro | Uncovered         |
| "Speechless" (featuring Erika Sirola)                                                         | 2018 | 7                            | —                            | 8                            | 13                           | 32                           | 24                           | —                            | 9                            | —                            | —                            | - BVMI: platina - BEA: ouro - SNEP: ouro                                                                             | IIII              |
| "All This Love" (featuring Harlœ)                                                             | 2019 | 24                           | —                            | 32                           | —                            | —                            | —                            | —                            | 28                           | —                            | —                            | - BVMI: ouro | IIII              |
| "In Your Eyes" (featuring Alida)                                                              | 2020 | 5                            | —                            | 3                            | 14                           | 52                           | 15                           | 71                           | 5                            | —                            | —                            | - BVMI: platina - BEA: platina - SNEP: ouro                                                                          | IIII              |
| "Alane" (with Wes)                                                                            | 2020 | 6                            | —                            | 3                            | 14                           | 15                           | 11                           | —                            | 7                            | —                            | —                            | - BVMI: ouro - BEA: ouro - SNEP: ouro                                                                                | IIII              |
| "All We Got" (featuring KIDDO)                                                                | 2020 | 5                            | —                            | 4                            | 12                           | 19                           | 5                            | 90                           | 4                            | —                            | —                            | - BVMI: ouro - BEA: ouro                                                                                             | IIII              |
| "One More Time" (with Felix Jaehn featuring Alida)                                            | 2021 | 37                           | —                            | 49                           | —                            | 190                          | —                            | —                            | 68                           | —                            | —                            | | IIII              |
| "Young Right Now" (with Dennis Lloyd)                                                         | 2021 | 28                           | —                            | 32                           | 20                           | 80                           | 40                           | —                            | 13                           | —                            | —                            | | Pink              |
| "Sun Will Shine" (with Tom Walker)                                                            | 2022 | —                            | —                            | —                            | —                            | —                            | —                            | —                            | —                            | 79                           | —                            | | Pink              |
| "Miss You" (with Oliver Tree)                                                                 | 2022 | 12                           | 4                            | 10                           | 6                            | 24                           | 1                            | 21                           | 9                            | 3                            | 84                           | - ARIA: ouro - BPI: prata                                                                                            | Non-album singles |
| "I'll Be There" (with Rita Ora and Tiago PZK)                                                 | 2023 | 52                           | —                            | —                            | 28                           | —                            | —                            | —                            | —                            | —                            | —                            | | Non-album singles |
| "—" indica que a gravação não foi incluída nas paradas ou não foi distribuída naquela região. |      |                              |                              |                              |                              |                              |                              |                              |                              |                              |                              | |                   |